# Ameerega ingeri
Ameerega ingeri es una especie de anfibio anuro de la familia Dendrobatidae.

## Distribución geográfica
Esta especie es endémica de Colombia. Habita en los departamentos de Caquetá y Putumayo entre los 100 y 400 m de altitud en la vertiente oriental de la Cordillera Oriental.

## Descripción
El holotipo mide 27,5 mm.

## Etimología
Esta especie lleva el nombre en honor a Robert Frederick Inger.

## Publicación original
- Cochran & Goin, 1970 : Frogs of Colombia. United States National Museum Bulletin, vol. 288, p. 1-655[5]